# Aphis thesii
Aphis thesii är en insektsart. Aphis thesii ingår i släktet Aphis och familjen långrörsbladlöss. Inga underarter finns listade i Catalogue of Life.